# 7317 Cabot
7317 Cabot è un asteroide della fascia principale. Scoperto nel 1940, presenta un'orbita caratterizzata da un semiasse maggiore pari a 2,3311514 au e da un'eccentricità di 0,1507271, inclinata di 3,98410° rispetto all'eclittica.
L'asteroide è dedicato al navigatore italiano Giovanni Caboto.